# Miscellanea Historico-Archivistica
Miscellanea Historico-Archivistica – rocznik wydawany od 1985 roku przez Archiwum Główne Akt Dawnych w Warszawie (współwydawcą pierwszych numerów była Naczelna Dyrekcja Archiwów Państwowych. W latach 1985–2010 ukazało się 16 numerów (w tym jeden podwójny), a długoletnim redaktorem pisma była Franciszka Ramotowska. 
Rocznik publikuje artykuły naukowe z zakresu archiwistyki i historii do 1918 roku. 